# Брэдли, Льюис
Льюис Райс Брэдли (англ. Lewis Rice Bradley, 15 февраля 1805 года — 21 марта 1879 года) — второй губернатор штата Невада в период с 1871 до 1879 годы.
Льюис Брэдли родился в штате Виргиния. В 1862 году переехал в Неваду и до прихода в политику работал в скотоводческом бизнесе в округе Элько.
Льюис Райс Брэдли пребывал на посту губернатора штата Невада два полных срока и досрочно ушёл во время своего третьего губернаторского срока.